# 베트남의 화산 목록
다음은 베트남의 화산 목록이다.
| 이름           | 베트남어명      | 해발고도 | 위치                                                                      | 마지막 분화 |
| 동나이하산     | Đồng Nai Hạ     | 392      | 북위 10° 48′ 동경 107° 12′ / 북위 10.80° 동경 107.20° 동나이성            | 홀로세      |
| 리선섬         | Lý Sơn          | 181      | 북위 15° 23′ 동경 109° 07′ / 북위 15.38° 동경 109.12° 꽝응아이성          | 홀로세      |
| 동나이트엉     | Đồng Nai Thượng | 1000     | 북위 11° 36′ 동경 108° 12′ / 북위 11.60° 동경 108.20° 럼동성              | 홀로세      |
| 혼쪼섬         | Hòn Tro         | -20      | 북위 24° 58′ 동경 95° 48′ / 북위 24.96° 동경 95.80° 빈투언성 연안         | 1923년      |
| 또로엥프롱산   | Toroeng Prong   | 800      | 북위 14° 56′ 동경 108° 00′ / 북위 14.93° 동경 108.00° 꼰뚬성              | 홀로세      |
| 베테랑산       | Veteran         | -        | 북위 9° 50′ 동경 109° 03′ / 북위 9.83° 동경 109.05° 빈투언성 연안         | -           |
| 누이바댄산     | Núi Bà Đen      | 996      | 북위 11° 13′ 동경 106° 06′ / 북위 11.22° 동경 106.1° 떠이닌성             | 홀로세      |
| 누이옌응으어산 | Núi Yên Ngựa    | 452      | 북위 19° 13′ 동경 105° 16′ / 북위 19.21° 동경 105.26° 응에안성 응이어단현 | -           |

## 같이 보기
- 화산 목록
- 베트남의 산 목록